# Terrance B. Lettsome International Airport

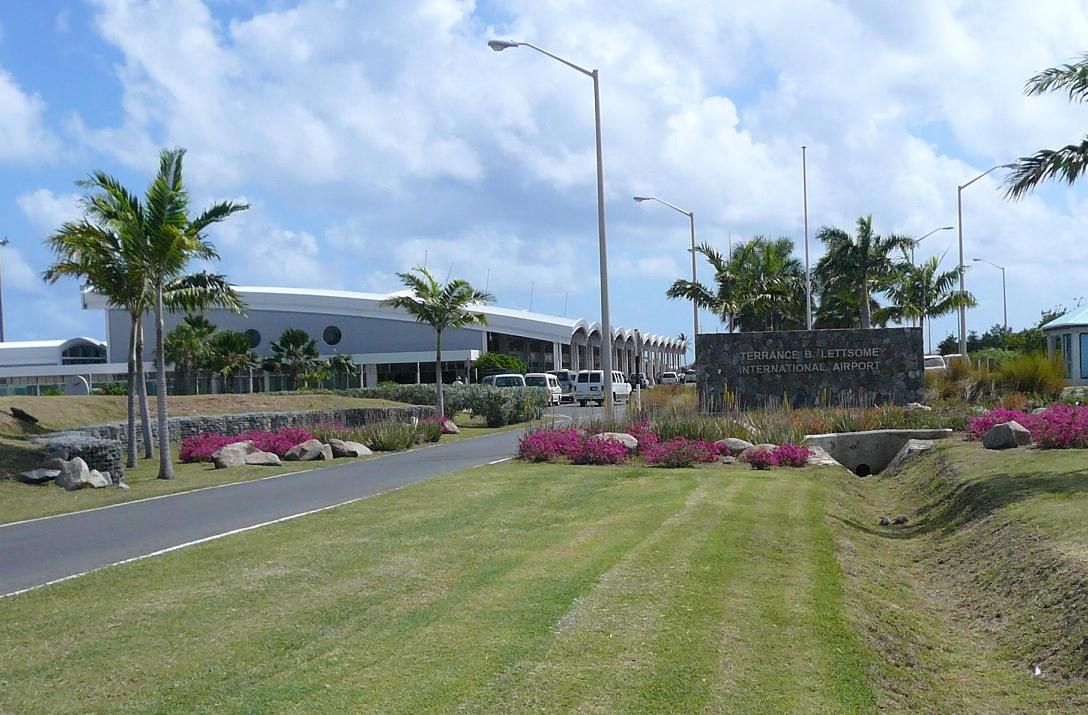
De nieuwe terminal

Terrance B. Lettsome International Airport is de belangrijkste luchthaven in de Britse Maagdeneilanden.
De luchthaven ligt ongeveer 8 km ten oosten van Road Town, de hoofdplaats van de Britse Maagdeneilanden. Ze ligt op Beef Island, een klein eiland ten oosten van het hoofdeiland Tortola, waarmee het verbonden is door een brug. De luchthaven heette dan ook oorspronkelijk Beef Island Airport. In 2001 werd ze genoemd naar de plaatselijke politicus Terrance B. Lettsome. De volgende jaren werd de luchthaven uitgebreid, onder meer met een nieuw terminalgebouw, een luchtvrachtterminal, een nieuwe controletoren en een verlengde startbaan. De werken werden in 2004 beëindigd.
De luchthaven is de thuishaven van VI Airlink en een knooppunt van InterCaribbean Airways. Er zijn vluchten van en naar de nabije eilanden in de Antillen, met als bestemmingen onder meer San Juan (Puerto Rico), Sint Maarten, Saint Thomas, Saint Croix, Antigua, Santo Domingo, Providenciales, Dominica, Basseterre, Anegada en Virgin Gorda.